# 7171 Артуркрауз
7171 Артуркрауз (7171 Arthurkraus) — астероїд головного поясу, відкритий 13 січня 1988 року.
Тіссеранів параметр щодо Юпітера — 3,555.